# Kutřín

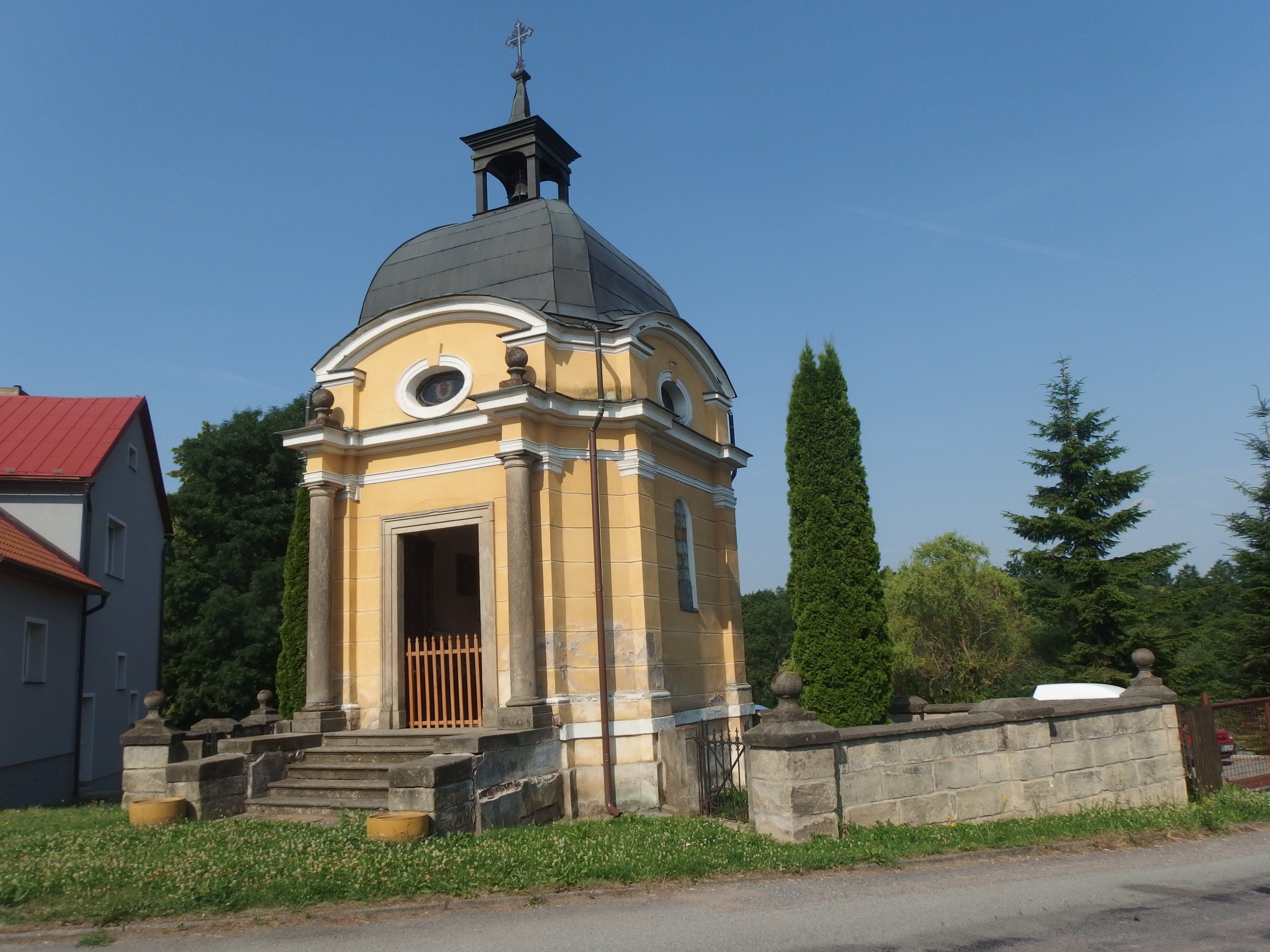
Herz-Jesu-Kapelle

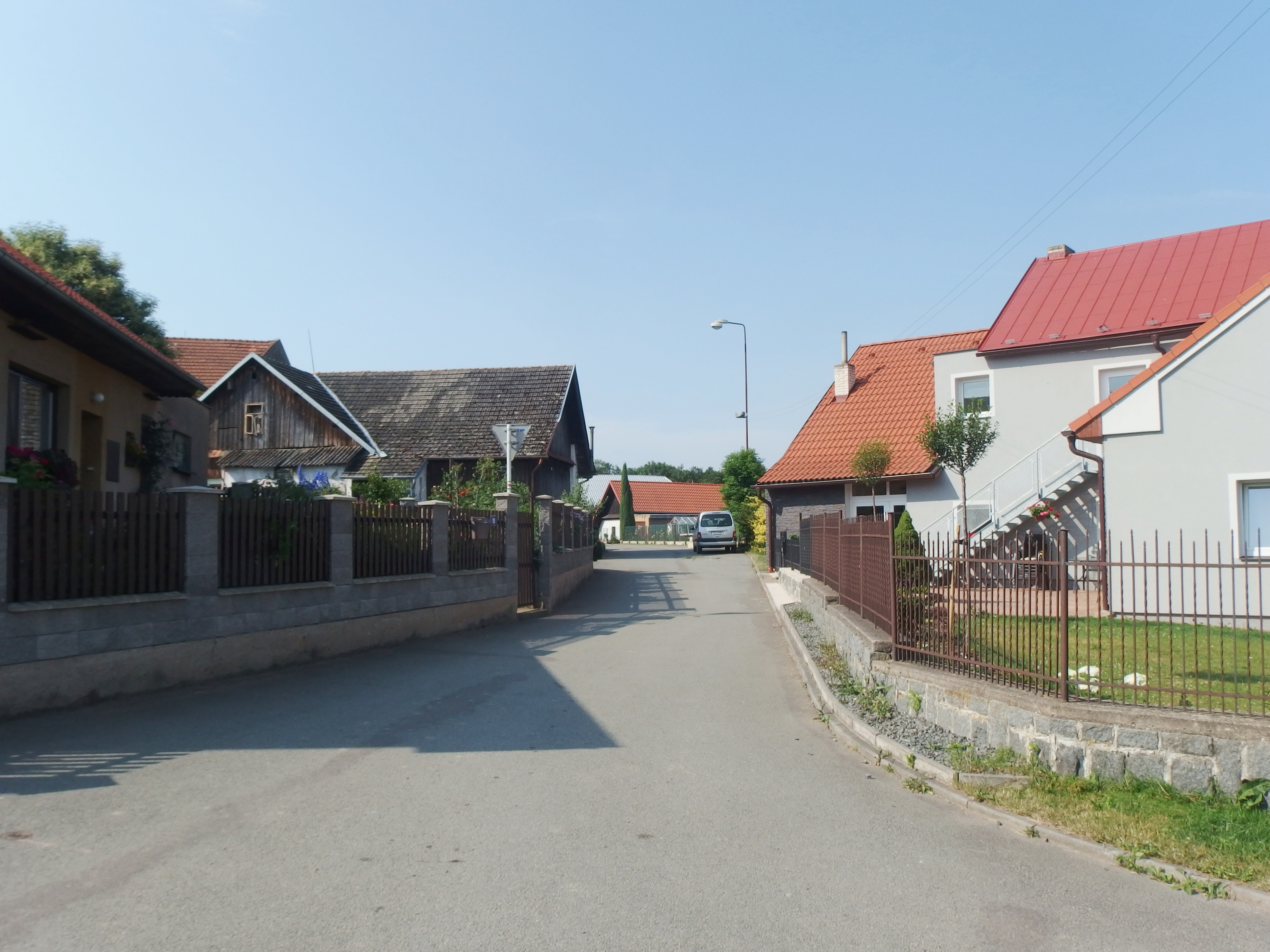
Dorfstraße

Kutřín (deutsch Kutrein) ist ein Ortsteil der Gemeinde Perálec in Tschechien. Er liegt vier Kilometer südöstlich von Skuteč und gehört zum Okres Chrudim.

## Geographie
Kutřín befindet sich rechtsseitig der Krounka in der Skutečská pahorkatina (Skutscher Hügelland). Nördlich des Dorfes verläuft die Staatsstraße II/358 zwischen Předhradí und Zderaz. Im Nordosten erhebt sich der Macháčkův kopec (509 m n.m.).
Nachbarorte sind Hněvětice, Borek und Hluboká im Norden, Březiny, Perálec und Obícka im Nordosten, Zderaz, Bor u Skutče und Pasíčka im Osten, Podměstí, Proseč, Záboří und Pastvisko im Südosten, Březiny, Česká Rybná, Rovinka und Miřetín im Süden, Spálená Sázka, Hesiny und Pokřikov im Südwesten, Lešany, Pangrotka, Ochoz, Dolívka, Daletice und Ochozka im Westen sowie Na Volavkách und Předhradí im Nordwesten.

## Geschichte
Die Dörfer Kutřín, Perálec und Zderaz wurden vermutlich in der Mitte des 12. Jahrhunderts durch das Benediktinerkloster Podlažice gegründet. Die im ältesten Podlažicer Nekrologs genannten und nach 1160 verstorbenen Ordensbrüder Perarc, Sderad und Cutra werden als Gründer der Orte angesehen.
Die erste urkundliche Erwähnung von Kutřín erfolgte 1392 in der Landtafel, als Smil Flaška von Pardubitz die Richenburg mit den zugehörigen 62 Dörfern an Otto von Bergow und Boček II. von Podiebrad übergab.  
Im Jahre 1835 bestand das im Chrudimer Kreis gelegene Dorf Kutřin aus 22 Häusern, in denen 127 Personen lebten. Kutřin unterstand dem Gericht Hniewietitz. Katholischer Pfarrort war Richenburg, die Protestanten waren dem Pastorat Prosetsch zugeteilt. Im Oktober 1848 eröffnete Josef Beneš das Wirtshaus U Benešů. Bis zur Mitte des 19. Jahrhunderts blieb Kutřin der Herrschaft Richenburg untertänig.
Nach der Aufhebung der Patrimonialherrschaften bildete Kutřín ab 1849 einen Ortsteil der Gemeinde Perálec im Gerichtsbezirk Skutsch. Ab 1868 gehörte das Dorf zum politischen Bezirk Hohenmauth. 1869 hatte Kutřín 112 Einwohner und bestand aus 22 Häusern. Die Kapelle wurde zwischen 1901 und 1902 errichtet. Im Jahre 1900 lebten in Kutřín 127 Personen, 1910 waren es 139. 1930 hatte Kutřín 113 Einwohner. 1949 wurde das Dorf dem Okres Polička zugeordnet, seit 1961 gehört es zum Okres Chrudim. Beim Zensus von 2001 lebten in den 20 Häusern von Kutřín 45 Personen.

## Ortsgliederung
Der Ortsteil Kutřín ist Teil des Katastralbezirks Perálec.

## Sehenswürdigkeiten
- Kapelle Herz Jesu, geweiht 1902[3]
- Šilinkův důl der Krounka, es ist Teil des Naturparks Údolí Krounky a Novohradky